# André Sigonney
André Sigonney, né le 23 juin 1925 dans le 14e arrondissement de Paris et décédé le 16 janvier 1996 à Annecy (Haute-Savoie), est un athlète français, spécialiste du 400 mètres. 

## Biographie
Il remporte l'épreuve du 400 mètres lors des championnats de France d'athlétisme 1945. Entre 1945 et 1947, il est sélectionné 9 fois pour représenter l'équipe de France d'athlétisme. 

## Palmarès
| Date | Compétition                         | Lieu     | Résultat | Épreuve | Marque |
| ---- | ----------------------------------- | -------- | -------- | ------- | ------ |
| 1945 | Championnats de France d'athlétisme | Bordeaux | 1er      | 400 m   | 48 s 5 |
| 1946 | Championnats de France d'athlétisme | Colombes | 2e       | 400 m   | 49 s 0 |
| 1947 | Championnats de France d'athlétisme | Colombes | 3e       | 400 m   | 48 s 9 |

## Records
| Épreuve | Épreuve   | Marque | Lieu | Date |
| ------- | --------- | ------ | ---- | ---- |
| 200 m   | Plein air | 22 s 2 | -    | 1943 |
| 400 m   | Plein air | 48 s 3 | -    | 1947 |